# 西嶋定生
西嶋定生（1919年6月25日—1998年7月25日），是日本的中国史學者。

## 生平
西島提出了包括兩岸四地，日本，琉球羣島，朝鮮半島和越南在内的漢字文化圈概念。如今汉字在朝鮮半島和越南已不太通行，但歷史上，曾是朝鮮半島和越南的官方文字。